# Педоси (Вінницький район)
Педоси — село в Україні, у Погребищенській міській громаді Вінницького району Вінницької області. Населення становить 500 осіб (кількість зареєстрованого населення).

## Історія
Станом на 1885 рік у колишньому власницькому селі Спичинецької волості Бердичівського повіту Київської губернії мешкало 427 осіб, налічувалось 64 дворових господарства, існували православна церква, школа та постоялий будинок.
За переписом 1897 року кількість мешканців зросла до 723 осіб (371 чоловічої статі та 352 — жіночої), з яких 615 — православної віри, 81 — римо-католицької.
Під час Другої світової війни у другій половині липня 1941 року село було окуповане німецько-фашистськими військами. Червоною армією село було зайняте 1 січня 1944 року.
12 червня 2020 року, відповідно до розпорядження Кабінету Міністрів України № 707-р «Про визначення адміністративних центрів та затвердження територій територіальних громад Вінницької області», увійшло до складу Погребищенської міської громади.
19 липня 2020 року, в результаті адміністративно-територіальної реформи та ліквідації Погребищенського району, село увійшло до складу Вінницького району.

## Населення
За даними перепису 2001 року кількість наявного населення села становила 530 осіб, із них 98,88 % зазначили рідною мову українську, 0,93 % — російську, 0,19 % — молдовську.
| Рік            | ~1885 | 1897 | 1989 | 2001 |
| -------------- | ----- | ---- | ---- | ---- |
| Кількість осіб | 427   | 723  | 597  | 530  |

## Транспорт
За 4 км від села знаходиться залізнична станція Погребище І (не плутати з містом Погребищем), де можна сісти на приміські дизель-поїзди Козятин-Погребище, Козятин-Жашків і Козятин-Христинівка.

## Відомі люди
- Крупка Віктор Петрович — український поет, літературознавець.